# 建業大廈
建業大廈是位於廣州市的一棟拆除中的爛尾建築，位於越秀區廣州起義路271-231号。原規劃地下三层车库以及设备用房，1至5层为商场，6至25层为写字楼，总建筑面积26044㎡。1993年投资开发兴建，1995年开始施工並开始对外销售，原定1998年交楼。由于亞洲金融危机，开发商资金断裂，1998年主体工程完工后停工。2000年起其停车场和货仓被出租收取租金。由於此樓未通過消防驗收、開發商私自出租及租客存放易燃物於此，建業大廈於2013年12月15日發生特大火災，後一直被施工棚包裹。2024年4月，围蔽大楼的施工棚开始拆除，随后建业大厦开始进行拆除复建工作。